# Radu Lupu

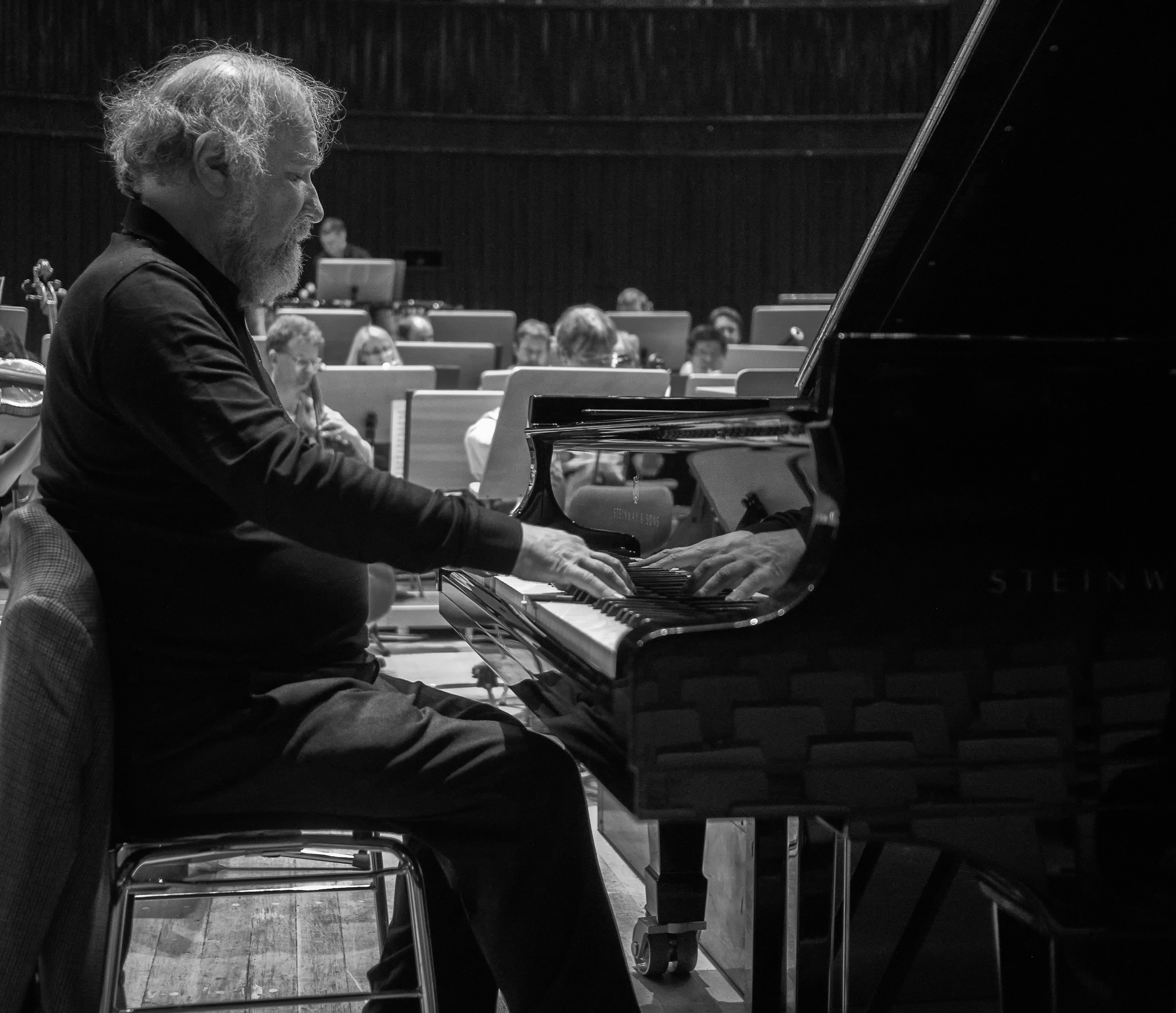
Radu Lupu nel 2012

Radu Lupu (Galați, 30 novembre 1945 – Losanna, 17 aprile 2022) è stato un pianista rumeno.

## Biografia
Radu Lupu aveva 6 anni quando iniziò a studiare il pianoforte con Lia Busuioceanu. Si mise a studiare anche la composizione musicale  e si cimentò con il violino. All'età di 12 anni fece il suo debutto pubblico con un programma di musiche esclusivamente  composte da lui stesso. Proseguì gli studi di pianoforte per diversi anni con la famosa didatta Florica Musicescu (l'insegnante di Dinu Lipatti) e con Cella Delavrancea (la partner preferita di George Enescu). Nel 1961 Radu Lupu vinse una borsa di studio per il Conservatorio di Mosca, dove studiò successivamente con Galina Eghyazarova, Heinrich Neuhaus e Stanislav Neuhaus.
In seguito Lupu vinse il primo premio del Concorso pianistico internazionale Van Cliburn nel 1966, l'Enescu International competition nel 1967 e il Concorso pianistico internazionale di Leeds nel 1969. Nel 1989 ottenne il Premio Franco Abbiati della critica musicale italiana, consegnatogli dall'Associazione Nazionale Critici Musicali italiani.
Lupu fu invitato a suonare con le più grandi orchestre del mondo, compresi i Berliner Philharmoniker diretti da Karajan (con cui fece il suo debutto al Festival di Salisburgo) nel 1978, i Wiener Philharmoniker diretti da Riccardo Muti con cui aprì il Festival di Salisburgo nel 1986 con il Concerto n. 27 di Mozart, l'Orchestra reale del Concertgebouw, la Filarmonica della Scala nel 1992. La sua prima importante apparizione negli Stati Uniti fu a New York con la Cleveland Orchestra diretta da Daniel Barenboim nel 1972. 
Nel 1975, Radu Lupu fece grande scalpore in Svizzera suonando l'integrale dei concerti di Beethoven con l'Orchestra sinfonica di Neuchâtel in due serate .  Nel 1988 eseguì il Concerto n. 24 di Mozart a Salisburgo con la London Symphony Orchestra (1988). Nel 1991 suonò il Concerto n. 25 di Mozart con l'Orchestra filarmonica d'Israele diretta da Zubin Mehta. Nel 2012 eseguì il Concerto n. 3 di Beethoven diretto da Christoph Eschenbach. Per il Teatro alla Scala di Milano, nel 1992, eseguì il Concerto n. 4 di Beethoven diretto da Muti. Nel 1997 suonò con il Quartetto Accardo. Nel 2002 suonò il Concerto n. 3 di Beethoven diretto da Muti al Teatro degli Arcimboldi (concerto trasmesso da Rete 4) e nel 2008 suonò il Concerto n. 3 di Béla Bartók diretto da Daniel Barenboim. Al Teatro La Fenice di Venezia nel 1993 tenne un concerto con musiche di Robert Schumann. Nel 2005 si esibì in un recital al Teatro comunale Pavarotti-Freni di Modena. 
Nel 2006, Lupu ricevette il Premio Internazionale Arturo Benedetti Michelangeli e nel 2016 fu nominato Commendatore dell'Ordine dell'Impero Britannico (CBE).
Nel 2017 diede uno dei suoi ultimi recital a Bologna, con un programma di Haydn, Schumann, Čajkovskij e Schubert. Nel giugno 2019, l'agente di Lupu annunziò che il pianista si sarebbe ritirato dalla scena concertistica alla fine della stagione. 
Radu Lupu morì il 17 aprile 2022 a Losanna dopo una lunga malattia.

## Discografia parziale
- Beethoven, Conc. pf. n. 1-5/Son. n. 8, 14, 19-21/Rondò n. 1-2/Var. WoO 80/Quint. - Lupu/Mehta/Israel PO, Decca
- Brahms, Rapsodie op. 79/Interm. op. 117 - Lupu, 1970/1976 Decca
- Mozart, Conc. pf. n. 12, 21/Quint. pf. e fiati K. 452 - Lupu/Segal/ECO, 1974/1984 Decca
- Mozart, Son. vl. e pf. compl. - Goldberg/Lupu, 1975 Decca
- Schubert, Improvvisi op. 90, 142 - Lupu, 1982 Decca
- Schubert, Son. pf. (8)/Mom. mus./Scherzi - Lupu, 1974/1991 Decca
- Schubert, Son. pf. D. 664, 960 - Lupu, 1991 Decca - Grammy Award for Best Instrumental Soloist Performance (without orchestra) 1996
- Schumann, Kinderszenen/Kreisleriana - Lupu, 1993 Decca
- Lupu, Registrazioni Decca complete per pf. solo - Beethoven/Brahms/Schubert, 1970/1993 Decca
- Lupu, Tutti i concerti per pianoforte su etichetta Decca - Lupu/Mehta/DeWaart/Previn, 1973/1984 Decca